# Борислав Драгомиров
Борислав Драгомиров е бивш български футболист, вратар, понастоящем треньор в тима на ФК Витоша (Бистрица).

## Биография
Роден е на 26 май 1969 година в София, България. Започва своята кариера на вратата на Сливнишки герой, като през годините е играл още за ФК Кремиковци, ПФК ЦСКА (София), Спартак (Пловдив), ПФК Локомотив (Пловдив), Ботев (Пловдив), ФК Металург (Перник) и Ком-Миньор (Берковица), където изиграва последният си мач на вратата като професионалист през 2010 година. За Ком изиграва 22 мача в западната „Б група“. като от 2009 е и треньор на вратарите. В „А група“ има 32 изиграни мача.
През 2010 година прекратява договора си с тима от Берковица, а по късно е поканен от главния мениджър на Сливнишки герой – Венцислав Рангелов да поеме треньорското място на вратарите в екипа му и той приема.
Става шампион на югозападната „В“ АФГ с тима на Сливнишки герой като треньор, като сливничани стават шампиони четири кръга преди края на първенството, получавайки право да играят през сезон 2011/2012 в западната „Б“ ПФГ.

## Открития
За негови открития се смятат вратарите Мартин Минев (пазил за ФК Сливнишки герой (Сливница), Витоша (Бистрица), Оборище (Панагюрище) и ПФК Пирин (Благоевград) в Първа лига) и Мартин Луков (пазил за ФК Сливнишки герой (Сливница), Витоша (Бистрица), Оборище (Панагюрище), както и за ПФК Дунав (Русе) и ПФК Локомотив (Пловдив) в Първа лига; от 2018 г. вратар в националния отбор на България. Избран за вратар № 3 на България за 2016 г.).